# Élection présidentielle centrafricaine de 1992
L'élection présidentielle centrafricaine de 1992 a lieu le 25 octobre 1992. Pour la première fois depuis le rétablissement du multipartisme en 1991, les électeurs sont appelés à élire le président de la République centrafricaine. Des élections législatives sont organisées simultanément pour élire les députés de l'Assemblée nationale. Au terme du scrutin, le 29 octobre 1992, la Cour suprême annule les élections en raison d'irrégularités.